# Oumar Sissoko
Pour les articles homonymes, voir Sissoko.
Oumar Sissoko est un footballeur international malien né le 13 septembre 1987 à Montreuil (France), évoluant au poste de Gardien de but.

## Biographie
Natif de Montreuil-sous-Bois en Seine-Saint-Denis, Oumar Sissoko est le cousin de l'international malien Mohamed Sissoko, d'Abdoulwhaid Sissoko, et d'Ibrahim Sissoko.
Ses sélections régulières avec les différentes équipes de jeunes du Mali l'ont rendu très populaire. Si bien qu'un fan-club a été créé en son honneur : le "Fan Club Oumar Sissoko - Allez l'Aigle, nous te soutenons". Il a participé à la Coupe d'Afrique des nations 2008 avec l'équipe du Mali.
Il dispute son premier match en professionnel le 4 mai 2007, contre l'AC Ajaccio au stade François-Coty avec le FC Metz qui s'inclinera ce jour-là 2-1 lors de la 35e journée de Ligue 2.
En octobre 2008, alors que Christophe Marichez doit être indisponible environ 6 mois pour une blessure à l'épaule, Sissoko devient titulaire. Après être entré en jeu contre Guingamp le 1er septembre 2008, il dispute son premier match en tant que titulaire de la saison le 24 octobre 2008 lors de la défaite 1-2 contre le Stade brestois.
Lors de la saison 2009-2010, il reprend une place de titulaire à la suite de la blessure du gardien n°1 du FC Metz. Alors en fin de contrat en 2010, il ne trouve pas de club et décide de revenir au FC Metz. Et c'est encore une fois en fin de saison, à la suite de la blessure du jeune gardien Joris Delle, qu'il assure la dernière ligne droite du championnat 2010/2011 et se fait notamment remarquer par ses bonnes prestations.
Au début de la saison 2011-2012, l'entraîneur messin dispose de deux excellents gardiens: Joris Delle, espoir français, et Oumar Sissoko, gardien malien qui a montré tout son talent. À la suite d'une blessure de Delle en septembre, Oumar Sissoko remet les gants et s'impose vraiment en sauvant plusieurs fois le FC Metz alors mal en point en octobre.
En juin 2012, il s'engage avec l'AC Ajaccio pour un contrat de 3 ans. La première saison de Sissoko à Ajaccio ne rend pas de satisfaction pour lui, il ne joue qu'à une rencontre en Ligue 1 et est relégué avec son équipe à la fin de la saison. La saison suivante, cette fois en Ligue 2, le Malien s'impose comme titulaire et aide à empêcher une nouvelle relégation de l'AC Ajaccio.
En août 2015, il rejoint l'US Orléans en troisième division française. Auteur d'une bonne saison dans ce club, Sissoko garde néanmoins son statut de titulaire chez les aigles du Mali. Titulaire indiscutable chez l'US Orléans, le Malien atteint la promotion en Ligue 2 à la fin de la saison avec son équipe.
Le 21 juin 2017, il rejoint le Havre Athletic Club où il s'engage pour 2 ans.
Le 26 juin 2019, il est annoncé dans le groupe de l'UNFP FC, équipe qui permet à des footballeurs professionnels au chômage de faire une préparation physique correcte et d'effectuer plusieurs matchs amicaux contre des équipes professionnelles, ceci dans l'objectif de se montrer et de décrocher un contrat professionnel.

## Carrière
- 2004-2006 :  FC Metz B
- 2006-2012 :  FC Metz
- 2012-2015 :  AC Ajaccio
- 2015-2017 :  US Orléans[5],[6]
- 2017-2019 :  Havre Athletic Club
- 2019- 2020 :  EFC Fréjus Saint-Raphaël

## Palmarès
Oumar Sissoko est champion de Ligue 2 en 2007 avec le FC Metz et vice-champion de National en 2016 avec l'US Orléans.